# Calvin Boze
Pour les articles homonymes, voir Boze.
Calvin Boze (1916-1970) est un trompettiste et chef d'orchestre de rhythm and blues américain, né dans le  comté de Trinity, au Texas et décédé à Los Angeles.

## Carrière
Calvin Boze, issu d’un milieu rural joue, dans les années 1930, de la trompette dans l’orchestre de son lycée qui compte dans ses rangs Illinois Jacquet, le frère de celui-ci Russell, Arnett Cobb, Tom Archia. Il joue ensuite et chante dans des orchestres texans dont celui de Milton Larkin.
Après la Seconde Guerre mondiale, il est à Los Angeles. Il enregistre des disques pour Aladdin avec sa formation de jump blues. Il disparaît de la scène musicale en 1953.

## Discographie

### Singles
- Safronia B. (Aladdin Records)
- Get Your Nose Out of My Business (Aladdin Records)
- Lizzie Lou (Aladdin Records)